# Еш (Базель-Ланд)
Еш (нім. Aesch BL) — місто  в Швейцарії в кантоні Базель-Ланд, округ Арлесгайм.

## Географія
Місто розташоване на відстані близько 60 км на північ від Берна, 11 км на захід від Лісталя.
Еш має площу 7,4 км², з яких на 35,8% дозволяється будівництво (житлове та будівництво доріг), 47% використовуються в сільськогосподарських цілях, 16,4% зайнято лісами, 0,8% не є продуктивними (річки, льодовики або гори).

## Демографія
2019 року в місті мешкало 10 356 осіб (+1,3% порівняно з 2010 роком), іноземців було 25,3%. Густота населення становила 1399 осіб/км².
За віковим діапазоном населення розподілялося таким чином: 18,3% — особи молодші 20 років, 58,5% — особи у віці 20—64 років, 23,2% — особи у віці 65 років та старші. Було 4653 помешкань (у середньому 2,2 особи в помешканні).
Із загальної кількості 5724 працюючих 96 було зайнятих в первинному секторі, 2504 — в обробній промисловості, 3124 — в галузі послуг.